# Anel hereditário
Em matemática, um anel R é denominado hereditário se todos os sub-módulos dos módulos projetivos sobre R forem também projetivos. Se isso for exigido somente para sub-módulos finitamente gerados, é denominado semi-hereditário.
Para um anel não-comutativo R, os termos esquerda (semi-)hereditária (todos os sub-módulos [finitamente gerados] dos módulos R esquerdos são projetivos) e direita (semi-)hereditária são usados às vezes. Um anel pode ser hereditário a esquerda mas não hereditário à direita, e vice-versa.